# 塩浜 (市川市)
塩浜（しおはま）は千葉県市川市にある地名。現行行政地名は塩浜一丁目から塩浜四丁目。郵便番号は272-0127。

## 地理
市川市南西部に位置する。ほぼ全域が埋立地となっており、一丁目から三丁目までは市川市指定の工業団地に指定されており、居住可能地域は四丁目のみとなっている。四丁目には市川市営住宅とハイタウン塩浜と、それぞれ巨大な団地が形成されている。
住居表示は四丁目のみ施行されている。
二丁目と三丁目の境にはJR京葉線市川塩浜駅が、四丁目には千葉県立行徳高等学校がある。
最寄り駅は一丁目、二丁目、三丁目は京葉線市川塩浜駅、四丁目は東京メトロ東西線南行徳駅となっている。ハイタウン塩浜から南行徳駅および新浦安駅まで、ラッシュ時を中心に京成バスと京成トランジットバスの路線バスがピストン輸送を行っている。

### 地名の由来
近辺で塩田（行徳塩田）があったことによる。

## 世帯数と人口
2017年（平成29年）9月30日現在の世帯数と人口は以下の通りである。
| 丁目               | 世帯数    | 人口    |
| ------------------ | --------- | ------- |
| 塩浜一丁目         | 14世帯    | 14人    |
| 塩浜三丁目・四丁目 | 2,852世帯 | 5,294人 |
| 計                 | 2,866世帯 | 5,308人 |

## 小・中学校の学区
市立小・中学校に通う場合、学区は以下の通りとなる。
| 丁目       | 番地 | 小学校               | 中学校             |
| ---------- | ---- | -------------------- | ------------------ |
| 塩浜一丁目 | 全域 | 市川市立南新浜小学校 | 市川市立妙典中学校 |
| 塩浜二丁目 | 全域 | 市川市立南新浜小学校 | 市川市立塩浜中学校 |
| 塩浜三丁目 | 全域 | 市川市立塩浜小学校   | 市川市立塩浜中学校 |
| 塩浜四丁目 | 全域 | 市川市立塩浜小学校   | 市川市立塩浜中学校 |

## 交通

### 鉄道
- JR京葉線市川塩浜駅

### 路線バス
- 京成バス瑞75系統
- 京成トランジットバス浦安線・行徳線

### 道路
- 国道357号
  - 首都高速湾岸線が当地を通過するが出入口はなく、浦安出入口または千鳥町出入口が最寄りとなる。
- 南行徳駅前通り

## 施設
- 行徳警察署
- 塩浜市民体育館
- 市川市立塩浜学園（義務教育学校）
- 千葉県立行徳高等学校
- アマゾンジャパン・ロジスティクス
- 東京納品代行 東京ベイ・ファッションアリーナ
- フジパン東京工場
- 京成トランジットバス塩浜営業所